# 新港東口站
新港東口站（日语：／ Shinkō Higashiguchi eki */?）是位於富山縣新湊市（現時：射水市）堀岡明神新，富山地方鐵道（地鐵）射水線的鐵路車站（廢站）。

## 概要
為了建設富山新港，便把射水線分斷為東西兩部分。在西邊區間轉讓至加越能鐵道後。東邊區間則建設了射水線新的終點站（舊・堀切站重開）。車站名稱取自富山新港的東邊。此站與對面岸的加越能鐵道（當時名稱。現時：萬葉線）新湊港線越之潟站之間設有富山縣營渡船連接兩地（渡輪現時還在營業）。

## 歷史
- 1932年（昭和7年）7月20日：越中鐵道堀岡站至越之潟站之間開設堀切站（日语：／）[1][2]。
- 1943年（昭和18年）1月1日：隨著進行交通整合，成為富山地方鐵道射水線的車站[1][2]。
- 1944年（昭和19年）5月18日：車站被廢除[1]。
- 1946年（昭和21年）：車站重開[1]。
- 1966年（昭和41年）
  - 4月5日：此站至越之潟站之間的路軌分斷及廢除，此站暫停營業[1][2]。
  - 12月1日：路線延伸0.1公里，同時改名為新港東口站後把車站重開[1][2]（也有文獻指出是新站啟用[3][4]）。
- 日期不詳：成為業務委託車站[3]。
- 1980年（昭和55年）4月1日：射水線廢除，此站也被廢除[1][2]。

## 車站構造
截至車站廢除前，此站是一座地面車站，設有1面1線的島式月台（只使用單邊）。月台在路軌的南邊（新港東口方向的列車會開啟左邊車門）。曾經此站設有1面2線的島式月台。後來南邊的2號月台被廢除後，路軌被撤去。1號月台繼續使用並在站內繼續顯示1號月台。
此站是業務委託車站。站舍是在月台西南方，鄰接月台西邊。月台設有上蓋。

## 車站周邊
- 富山縣營渡船（日语：富山県営渡船）堀岡碼頭
- 富山新港火力發電廠（日语：富山新港火力発電所）

## 現狀
在四方站遺址南方附近至此站附近之間的路軌遺址變成了單車徑。截至1997年（平成9年），路軌遺址繼續是一條單車徑。截至2006年（平成18年）和2010年（平成22年）也是同樣。
截至1997年（平成9年），車站遺址變成縫製工場、單車徑和綠化地帶。截至2006年（平成18年）和2010年（平成22年）也是同樣。當中，站舍遺址變成縫製工場，舊2號月台和月台遺址變成單車徑，路軌遺址變成綠化地帶。
另外截至2006年（平成18年），車站遺址西邊近海岸處還遺留了「堀切鐵橋」的橋邊地基。在防波堤對出海邊處還有1座鐵橋的橋腳。在2010年（平成22年）也是同樣。在2013年7月，橋邊地基和鄰接的堀切橋遺跡一同被撤走。

## 相鄰車站
富山地方鐵道
射水線
堀岡－新港東口

## 注腳
1. 1 2 3 4 5 6 7  《日本鐵道旅行地圖帳 全線全站全廢線 6 北信越》（監修：今尾惠介，新潮社，2008年10月發行）34頁
2. 1 2 3 4 5  （JTB出版，2010年4月發行）211-212頁
3. 1 2 3 4 5 6 7 8 9  《RM LIBRARY 107 富山地鐵笹津・射水線》（著：服部重敬，NEKO PUBLISHING，2008年7月發行）41頁
4. 1 2 3 4  （著：寺田裕一，NEKO PUBLISHING，2010年12月發行）49,53頁
5. 1 2 3  （JTB出版，1997年）108-109頁
6. 1 2 3 4  《富山廢線紀行》（著：草卓人，桂書房（日语：桂書房），2008年）66-67頁
7. 1 2 3  50-51頁

## 相關項目
- 日本鐵路車站列表 Shi